# Phanoxyla castor
Phanoxyla castor är en fjärilsart som beskrevs av Walker 1856. Phanoxyla castor ingår i släktet Phanoxyla och familjen svärmare. Inga underarter finns listade i Catalogue of Life.